# جورجينيو (لاعب كرة قدم مواليد 1993)
جورجينيو (بالبرتغالية: Jorge Manuel Cunha Ribeiro‏) هو لاعب كرة قدم برتغالي في مركز الوسط، ولد في 24 يناير 1993. لعب مع ديبورتيفو داس أيفيس.

## وصلات خارجية
- جورجينيو (لاعب كرة قدم مواليد 1993) على موقع قاعدة بيانات كرة القدم.إي يو (الإنجليزية)
- جورجينيو (لاعب كرة قدم مواليد 1993) على موقع Soccerway.com (الإنجليزية)